# BSA Model S-serie
De BSA Model S-serie was een serie 500cc-motorfietsen die het Britse merk BSA van 1924 tot 1932 produceerde in verschillende uitvoeringen, zowel met zij- als kopklepmotoren, staande eencilinders en slopers.

## Voorgeschiedenis
BSA was in 1861 opgericht als fabrikant van vuurwapens, de Birmingham Small Arms Trade Association, maar bij gebrek aan (regerings)opdrachten was men rond 1880 al fietsen gaan maken en in 1907 ook de BSA-auto's. Het leverde in de jaren nul ook al speciale frames met geveerde voorvork waar klanten zelf een Minerva-kop/zijklepmotor in konden monteren. In 1910 verschenen de eerste BSA-motorfietsen, de 500cc-modellen A, B en C. In 1914 stopte de productie van de 500cc-modellen en volgde het 557-cc-BSA Model K, bedoeld als zijspantrekker. Pas in 1923 kwamen er weer succesvolle lichtere modellen: de 250cc-Model B-serie en het 350cc-BSA Model L 2¾ HP.
De BSA Model S-serie kwam in 1924 op de markt toen de productie van BSA een grote vlucht begon te nemen. Daar droegen deze modellen sterk aan bij. In 1925 leverde BSA niet minder dan 13 modellen. De Model S-serie onderging in 1927 de belangrijkste wijzigingen. Toen werden voor het eerst trommelremmen toegepast, maar met het Model S27 Special Sports werden nieuwe trends gezet: dit model kreeg zowel een sloper-motor als een zadeltank. 

## Model S zijkleppers

### Modellen S 5 HP De Luxe, S25 Standard, S25 Colonial, S25 Sports, S26 en S26 De Luxe
In 1924 kwam het BSA Model S 5 HP De Luxe op de markt. De "5 HP" sloeg op het fiscaal vermogen, een in die tijd gebruikelijke aanduiding om de belastingklasse van een auto of motorfiets aan te duiden. Het Model S 5 HP De Luxe had een dwarsgeplaatste, luchtgekoelde staande eencilinderzijklepmotor. De boring bedroeg 80 mm, de slag 98 mm, waardoor de cilinderinhoud op 492,6 cc kwam. De kleppen zaten aan de rechterkant en hadden elk een eigen nokkenas. Behalve de klepveren zorgden ook speciale terugvoerveren op de nokvolgers dat de stoterstangen steeds in contact bleven met de nokken van de nokkenas. In het distributiecarter zat ook een tandwiel voor de kettingaandrijving van de ontstekingsmagneet en daar werd ook de oliepomp aangedreven. De machine had een total loss-smeersysteem met iets minder dan 2 liter olie in een apart compartiment van de benzinetank. Naast die tank zat ook een handpomp, een "sight feed"-kijkglaasje om de pompwerking te controleren en een draaiknop om de hoeveelheid smeerolie af te regelen. Op het linker uiteinde van de krukas zat een transmissiedemper om de aandrijfkettingen tegen de klappen van de zware eencilinder te beschermen. De primaire aandrijving verliep via een ketting en een meervoudige droge plaatkoppeling, een handgeschakelde drieversnellingsbak en de secundaire ketting. De machine had een open brugframe waarvan de motor een dragend deel was. Aan de voorkant zat een BSA-voorvork die werkte volgens het girder-principe met een enkele centrale veer. De achtervering werd verzorgd door de veren onder het zweefzadel. Zowel voor als achter was een dummy belt rim brake toegepast, een remsysteem dat nog stamde uit de tijd van de riemaandrijving, toen de remmen op de aandrijfpoelie van het achterwiel werkten. Nu de machine kettingaandrijving had bleven de poelies alleen voor de beremming gehandhaafd. In 1925 waren er ten minste drie uitvoeringen: het Model S25 Standard was de basisuitvoering, ongeveer zoals het oude model. Het Model S25 Colonial was bedoeld voor de Britse koloniën waar wegen in elk geval slecht waren en soms ontbraken. Daarom kreeg het een verstevigd frame en een grotere bodemvrijheid van ten minste 12,7 cm bij de voetsteunen. Het Model S25 Sports week niet erg af van de andere modellen. Het had geen smallere spatborden of lager stuur, maar wel een aanmerkelijk kleinere tank, nog geen acht liter terwijl de andere modellen 11½ liter konden meevoeren. In 1926 waren er ten minste twee modellen. Het Model S26 was de basisversie, maar voorzien van een sportief laag stuur. Het Model S26 De Luxe was waarschijnlijk voorzien van een verchroomde tank, Lucas-elektrische verlichting en magdyno.

### Modellen S27 De Luxe, S28 De Luxe SV en S28 De Luxe SV Sports
Het Model S27 De Luxe was de enige 500cc-zijklepper in 1927. De dummy belt rim brakes werden eindelijk vervangen door trommelremmen. De overige 500cc-modellen hadden in 1927 allemaal een kopklepmotor, het Model S27 De Luxe was bedoeld voor de meer behoudende rijders en kostte ongeveer 45 pond. In 1928 heette deze machine Model S28 De Luxe SV. Met het Model S29 De Luxe SV Sports kwam er toch weer een sportmodel met zijklepmotor. De basisversie heette Model S28 De Luxe SV. 

### Modellen S29, S29 De Luxe, S30-7, S30-9 De Luxe, S30-18 Light en S31-7
In 1929 kregen alle BSA-zijkleppers de zadeltank die de kopkleppers als sinds 1927 hadden. Het Model S29 was het basismodel bij de zijkleppers, maar het Model S29 De Luxe kreeg de sloper-motor met vooroverhellende cilinder die de kopkleppers al in 1927 met het Model S27 Special Sports OHV hadden gekregen. Ze kreeg ook een sportieve fishtail pipe-uitlaat. Het total loss-smeersysteem bleef gehandhaard, maar de olievoorraad verhuisde naar een apart, afgescheiden 1,7 liter-compartiment in het carter. In 1930 leverde BSA drie 500cc-zijkleppers. De BSA S30-7 was het basismodel met een sloper-motor, een zwart frame en groene tank. De BSA S30-9 De Luxe had een sterker frame, twistgrip-control en treeplanken maar kon optioneel ook worden voorzien van voetsteunen en een laag sportstuur. De BSA S30-18 Light was ook een basis-zijklepper, maar voorzien van de conventionele motor met rechtop staande cilinder en total loss-smering. Het Model S31-7 uit 1931 was de laatste zijklepper uit deze serie. Het was een basismodel-Sloper met treeplanken. 

### Afbeeldingen zijkleppers

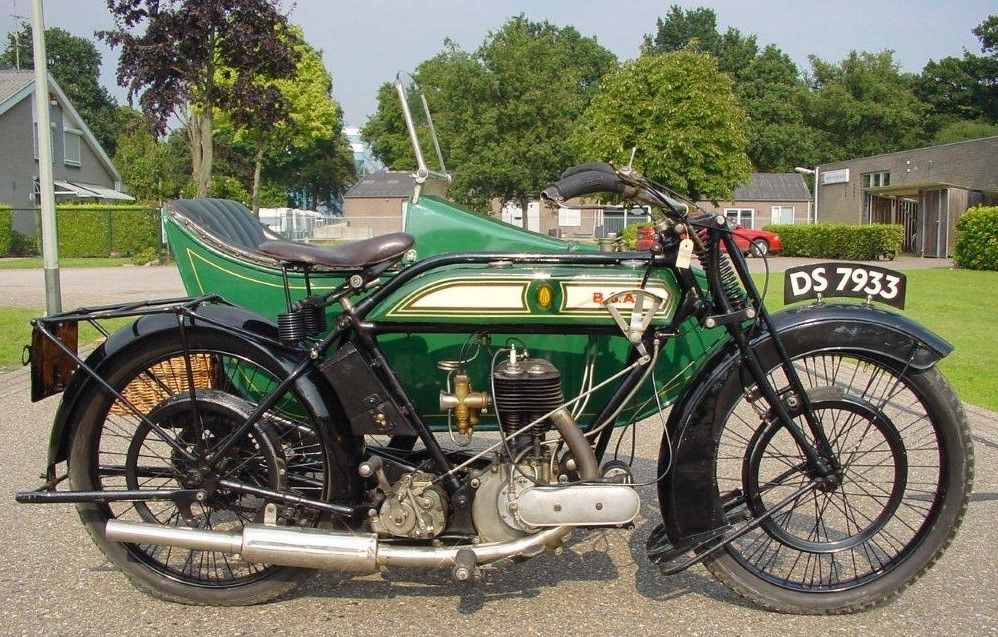
Het Model S26 SV uit 1926 had nog dummy belt rim brakes
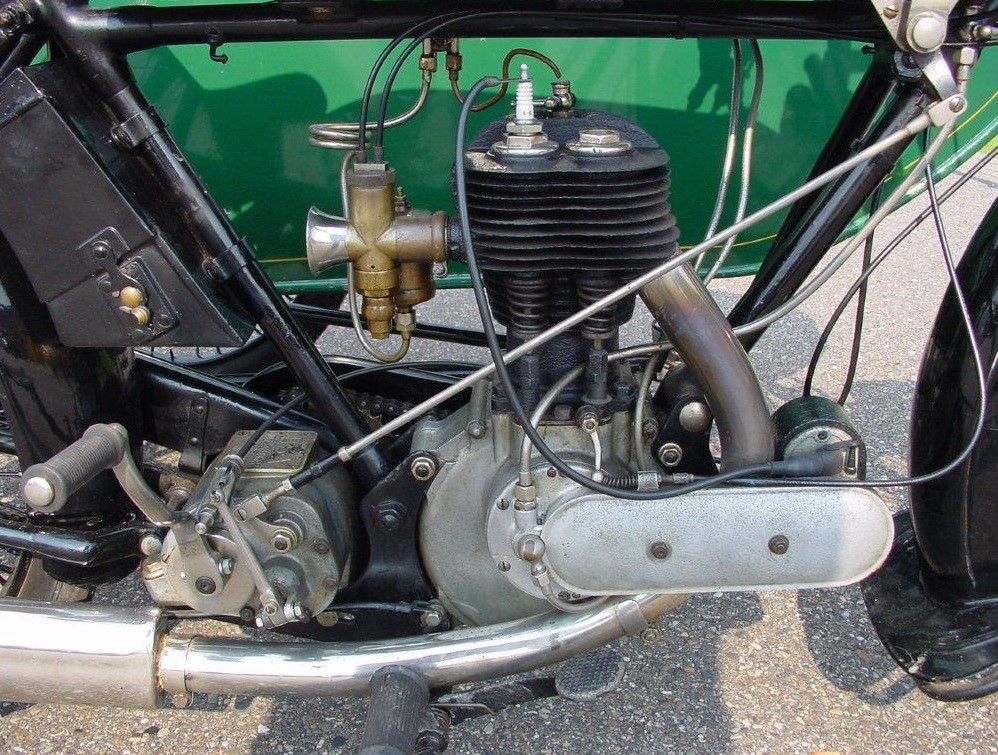
Model S26 SV uit 1926
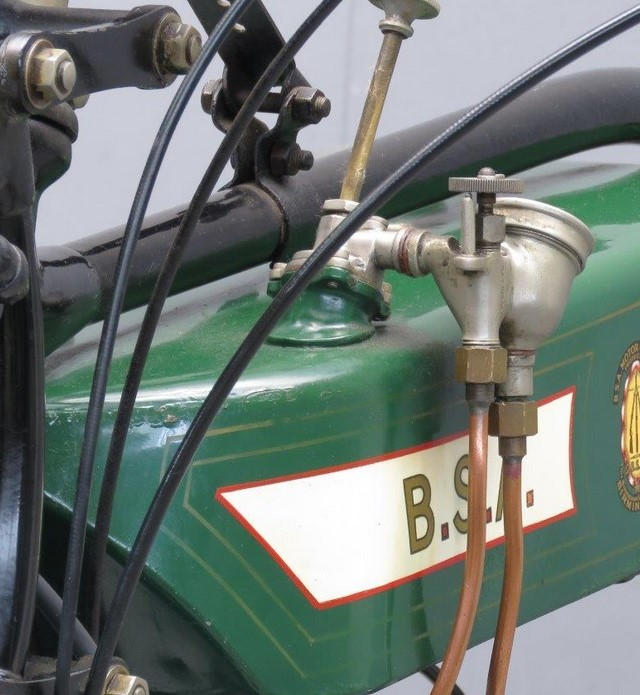
Het total loss-smeersysteem op de tank: handpomp, regulatieschroef en "sight feed"-kijkglaasje
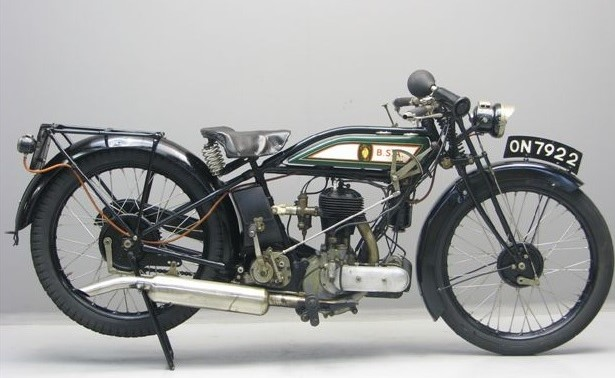
Model S27 De Luxe SV uit 1927
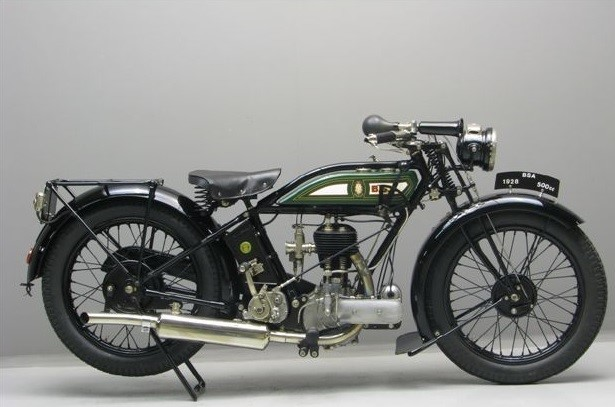
Model S28 De Luxe SV Sports uit 1928
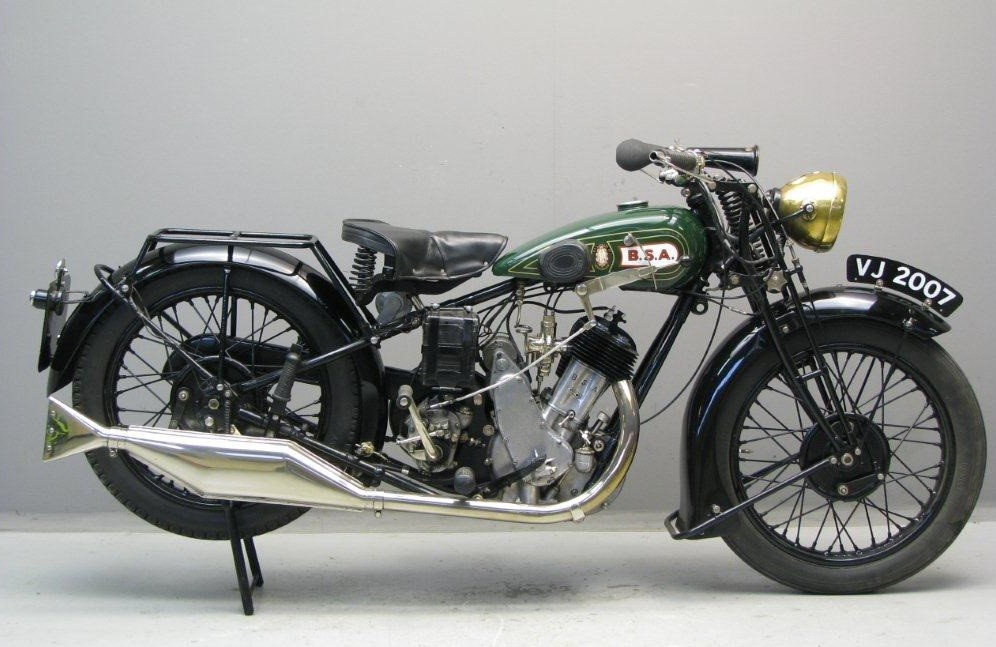
Model S29 De Luxe SV sloper uit 1929
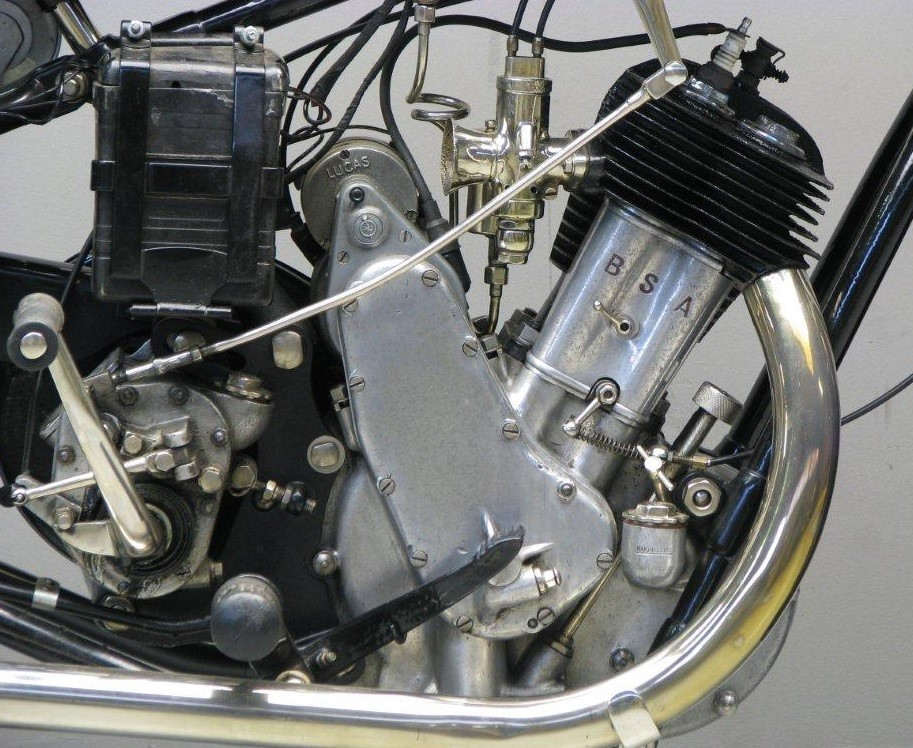
In 1929 kregen ook sommige 500cc-zijkleppers een sloper-motor. Dynamo en ontstekingsmagneet verhuisden naar de achterkant van de cilinder.
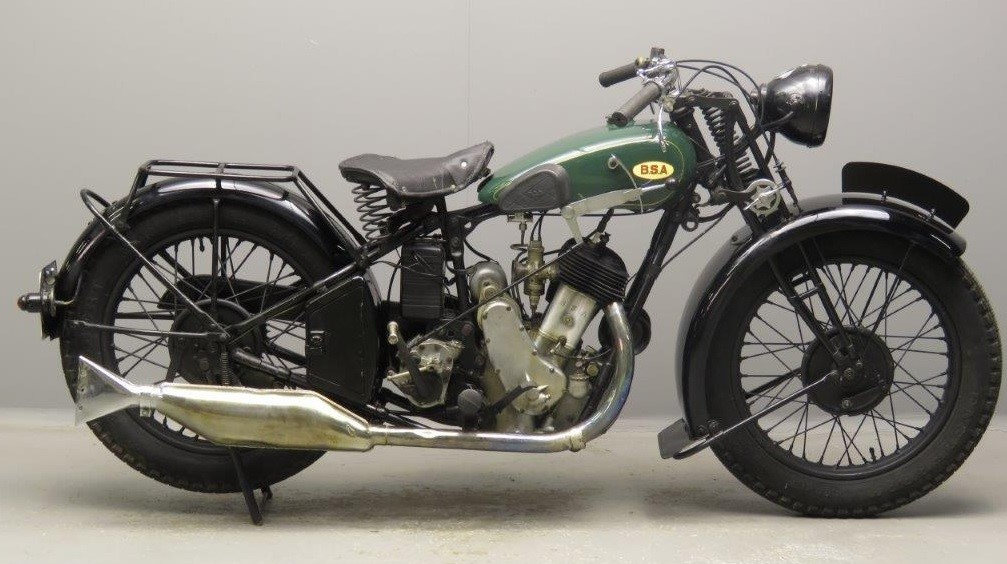
BSA S30-7 sloper uit 1930

## Model S kopkleppers
De eerste kopklepmotor die BSA leverde was het 350cc-Model L 3½ HP OHV uit 1924. De kopklepmotor met stoterstangen was ontworpen door Harold Briggs, een topconstructeur die was overgekomen van Daimler in Coventry, dat sinds 1910 een dochteronderneming van BSA was. Briggs liet zich inspireren door de Hotchkiss 900cc-V-twin die in de BSA 10 HP-auto werd toegepast. Uiteraard betrok de gelijkenis zich vooral op het kleppenmechanisme, waarbij de tuimelaars waren ingesloten en automatisch werden gesmeerd door een oliepomp.

### Modellen S27 Special Sports OHV, S27 Standard OHV en S28 De Luxe OHV
Het Model S27 Special Sports OHV werd tijdens de Olympia Show in augustus 1926 al gepresenteerd, maar kwam pas in 1927 op de markt. De motor was ten opzichte van het 350cc-model flink gewijzigd. Het kleppenmechanisme was helemaal ingesloten en men introduceerde de sloper met voorover hellende cilinder. Dit was vooral een optische vernieuwing, die het nodig maakte de ontstekingsmagneet en de dynamo naar achteren te verplaatsen. Toch werd het een soort van hype: hoewel P&M al tientallen jaren slopers bouwde volgden veel Britse merken het voorbeeld van BSA. De boring bedroeg zoals bij de zijkleppers 80 mm, de slag 98 mm. De olie voor het total loss-smeersysteem zat in een apart 1,7 liter-compartiment aan de voorkant van het carter. De machine kreeg ook een dubbel wiegframe, trommelremmen en al vanaf het begin een zadeltank. Het Model S27 Standard OHV was technisch gelijk, maar had een conventionele, staande cilinder. In 1928 vonden er weinig wijzigingen plaats. Er was slechts een model, het Model S28 De Luxe.

### Modellen S29 Two Port OHV, S29 OHV, S29 OHV Dirt Track en S29 OHV Speedway
In 1929 verscheen het Model S29 Two Port OHV, een sloper met twee uitlaatpoorten en dus ook twee fishtail pipes. Van achteren was de machine nu symmetrisch, maar qua vermogen leverde het niets op. Daarnaast leverde men het Model S29 OHV met de staande eencilindermotor. Dit blok werd in "Twin Port"-versie ook gebruikt in twee wedstrijdmotoren voor Dirttrack en speedway, het Model S29 OHV Dirt Track en het Model S29 OHV Speedway. Ze waren gebaseerd op een ontwerp van testrijder Jack Parker. Om steenslag uit de carburateur te houden was een Protectomotor-luchtfilter gebruikt en de dynamo was ook door metaalgaas beschermd. Het dubbele uitlaatsysteem bestond uit slechts twee afgezaagde uitlaatbochten, zonder demping. Het frame was gewijzigd en had een kleinere wielbasis, een voorspatbord ontbrak en het achterspatbord was zeer klein en licht. De normale versnellingsbak was gemonteerd, maar die was vrijwel leeg omdat de machine slechts 1 versnelling had met een overbrenging van 8,55:1 naar het grote (50 tanden) achtertandwiel. De dirttrack- en speedwayversies verschilden niet veel van elkaar. De dirttrack-machines werden voornamelijk naar Australië verscheept, de speedwaymachines bleven in het Verenigd Koninkrijk. Er werden er in totaal ongeveer 400 geproduceerd. Ze waren niet erg succesvol omdat ze zwaarder waren dan de Douglas DT 5, de Douglas SW 5 en de wedstrijdmotoren van Scott. 

### Modellen S30-12, S30-13 De Luxe en S30-19 Light
In 1930 werden de type-aanduidingen gewijzigd: het type (S) gevolgd door het jaartal (30) en de plaats in de catalogus. De BSA S30-12 stond dus als twaalfde in de catalogus. Het was het basismodel Two Port-sloper sportmodel met een verchroomde tank, een zwart frame, luchtfilter en twistgrip-control. Het was het vrijwel identieke zustermodel van de 350cc-BSA L30-11. De BSA S30-13 De Luxe had grotere trommelremmen omdat ze leverbaar was met een getunede motor met een hoge compressie-zuiger, speciale nokkenassen, een race-bougie, sterkere klepveren en een race-magneet. Die opgevoerde motoren kregen een rode ster op het distributiecarter. Dat was het begin van de "Star"-modellen, zoals de latere BSA Blue Star-serie, de BSA B24 Empire Star, de BSA B24 Silver Star en uiteindelijk de beroemde BSA Gold Star-serie. Het bracht het werkelijke vermogen van de 500cc-machines van 18 naar 24 pk, een winst van 33%, maar de machine werd er slechts 5 pond duurder door. Ten slotte was er in 1930 de BSA S30-19 Light, net als de S30-18 Light-zijklepper met een conventionele staande cilinder. 

### Modellen S31-9, S31-10 De Luxe en S32-8 De Luxe
In 1930 had BSA nog 19 modellen geproduceerd, die al voor de beurskrach van 1929 productierijp waren geweest, maar in 1931 sloeg de depressie ook bij BSA toe. Er waren nog maar 12 modellen, waaronder vier slopers. De 350cc-slopers gingen uit productie omdat het prijsverschil met de 500cc-machines (2¾ pond) te klein was. De BSA S31-9 was nu het basismodel sloper zonder chroom op de tank en weer manettes voor de bediening, hoewel twistgrip-control als optie leverbaar was. De BSA S31-10 De Luxe had wel een verchroomde tank en ook een instrumentenpaneel op de tank, maar ook hier was een twistgrip slechts een optie. In 1932 was er nog maar een 500cc-sloper leverbaar, de BSA S32-8 De Luxe, die het ook zonder chroom moest stellen maar die wel een vierversnellingsbak kreeg. 

## Opvolging
De productie van de 500cc-BSA's stopte niet, maar al in 1932 werden de zijkleppers vervangen door machines met een andere boring/slagverhouding (85 x 88 mm) en in 1933 gebeurde dat ook met de kopkleppers. Slopers waren er alleen nog in de 600cc-modellen van de M-serie, de 500cc-modellen werden opgevolgd door de W-serie. 

### Afbeeldingen kopkleppers

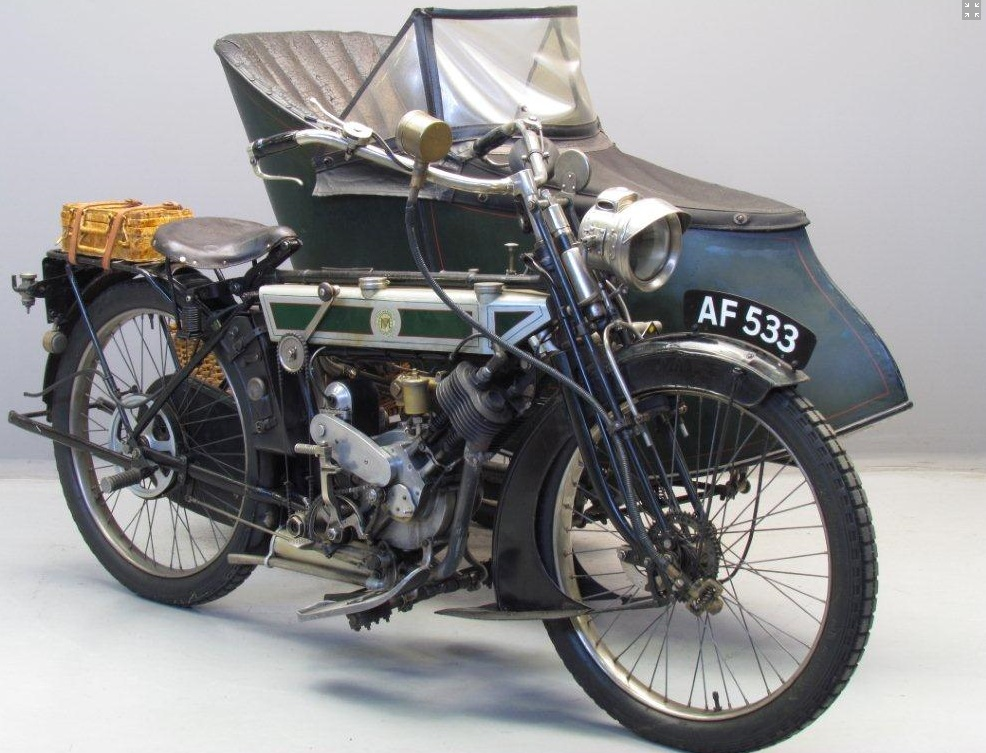
P&M maakte al in de jaren tien al slopers.
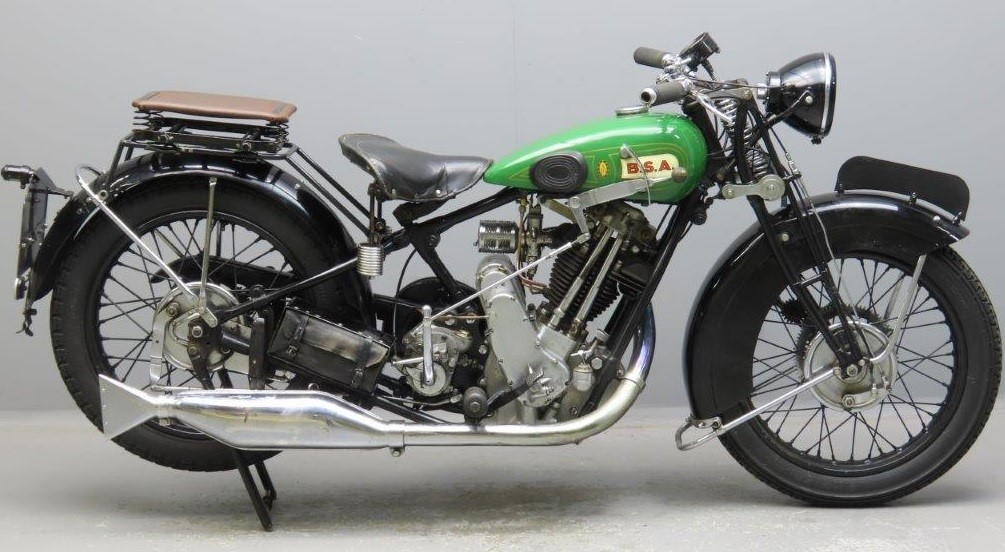
Model S28 De Luxe OHV 500cc-sloper
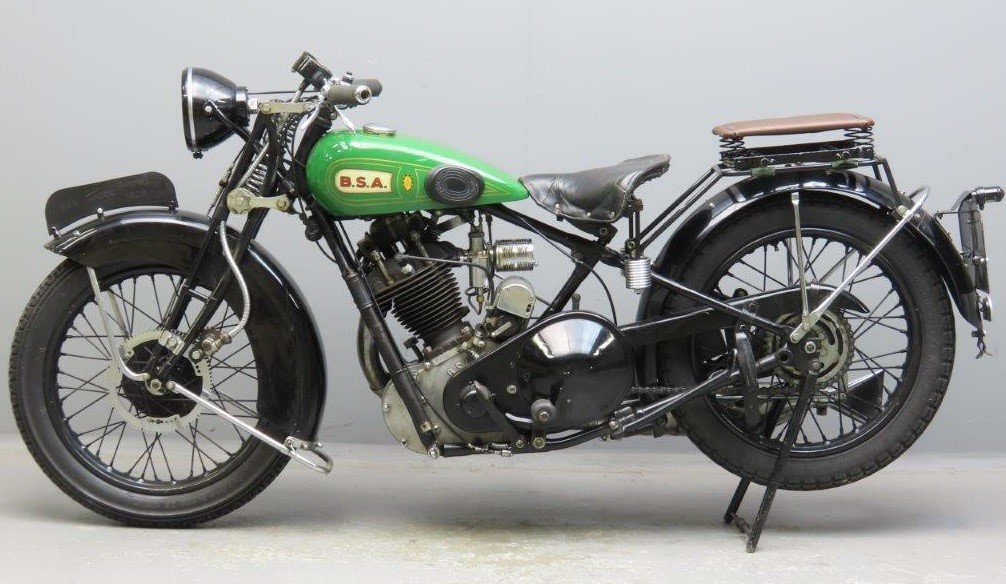
Model S28 De Luxe OHV 500cc-sloper
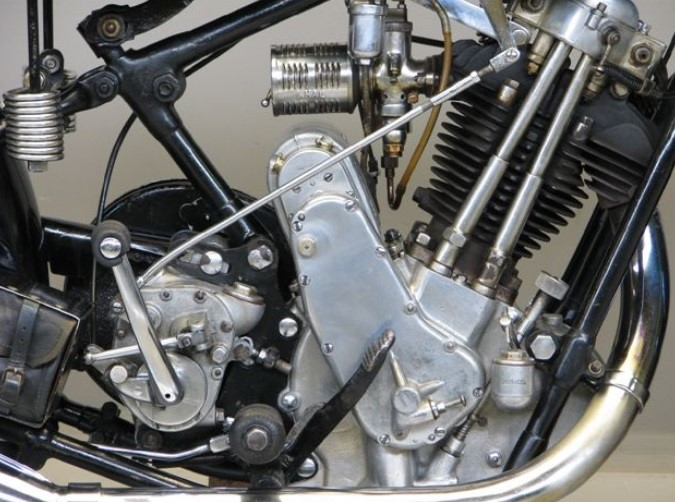
Model S28 De Luxe OHV 500cc-sloper
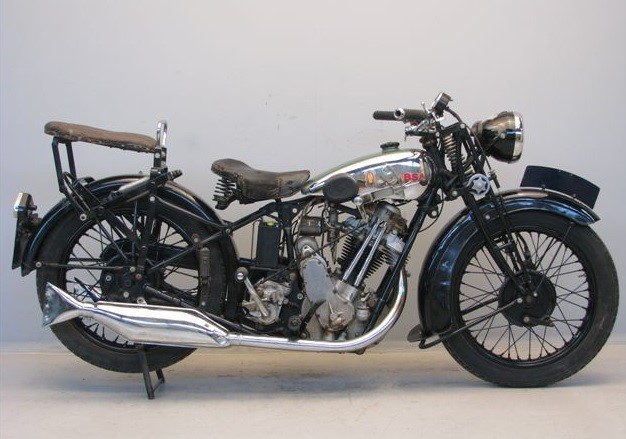
S30-13 De Luxe sloper uit 1930
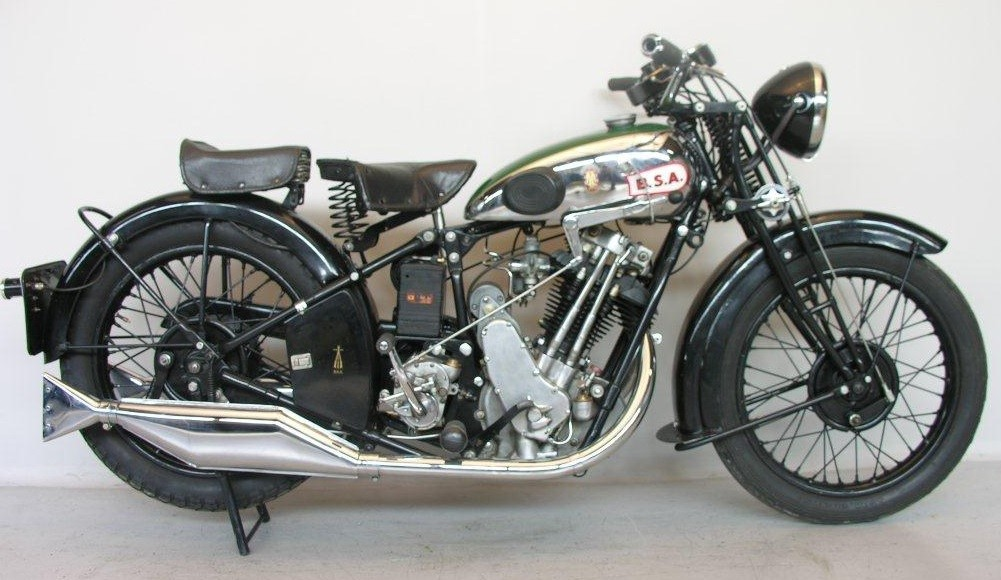
S31-10 De Luxe Sloper uit 1931
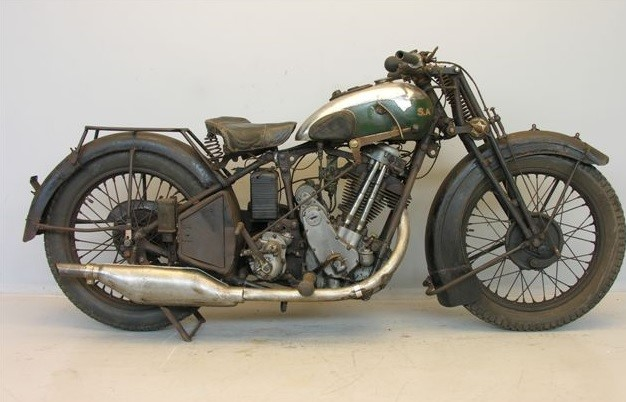
S32-8 De Luxe sloper uit 1932

## Technische gegevens (1)
| Periode                | 1924                    | 1925                    | 1925                    | 1925                    | 1926                    | 1926                    | 1927                    | 1927                    | 1927                    |               |               |               |
| Categorie              | Toer                    | Toer                    | Toer                    | Sport                   | Toer                    | Toer                    | Toer                    | Sport                   | Sport                   |               |               |               |
| Motortype              | SV                      | SV                      | SV                      | SV                      | SV                      | SV                      | SV                      | OHV                     | OHV                     |               |               |               |
| Bouwwijze              | Staande eencilinder     | Staande eencilinder     | Staande eencilinder     | Staande eencilinder     | Staande eencilinder     | Staande eencilinder     | Staande eencilinder     | Sloper                  | Staande eencilinder     |               |               |               |
| Koeling                | Lucht                   | Lucht                   | Lucht                   | Lucht                   | Lucht                   | Lucht                   | Lucht                   | Lucht                   | Lucht                   |               |               |               |
| Boring                 | 80 mm                   | 80 mm                   | 80 mm                   | 80 mm                   | 80 mm                   | 80 mm                   | 80 mm                   | 80 mm                   | 80 mm                   | 80 mm         | 80 mm         | 80 mm         |
| Slag                   | 98 mm                   | 98 mm                   | 98 mm                   | 98 mm                   | 98 mm                   | 98 mm                   | 98 mm                   | 98 mm                   | 98 mm                   |               |               |               |
| Cilinderinhoud         | 492,6 cc                | 492,6 cc                | 492,6 cc                | 492,6 cc                | 492,6 cc                | 492,6 cc                | 492,6 cc                | 492,6 cc                | 492,6 cc                |               |               |               |
| Carburateur(s)         | Amac                    | Amac                    | Amac                    | Amac                    | Amac                    | Amac                    | Amac                    | Amac                    | Amac                    |               |               |               |
| Smeersysteem           | Total loss              | Total loss              | Total loss              | Total loss              | Total loss              | Total loss              | Total loss              | Total loss              | Total loss              |               |               |               |
| Fiscaal vermogen       | 5 pk                    | 5 pk                    | 5 pk                    | 5 pk                    | 5 pk                    | 5 pk                    | 5 pk                    | 5 pk                    | 5 pk                    |               |               |               |
| Primaire aandrijving   | Ketting                 | Ketting                 | Ketting                 | Ketting                 | Ketting                 | Ketting                 | Ketting                 | Ketting                 | Ketting                 |               |               |               |
| Koppeling              | Meervoudige droge plaat | Meervoudige droge plaat | Meervoudige droge plaat | Meervoudige droge plaat | Meervoudige droge plaat | Meervoudige droge plaat | Meervoudige droge plaat | Meervoudige droge plaat | Meervoudige droge plaat |               |               |               |
| Versnellingen          | 3                       | 3                       | 3                       | 3                       | 3                       | 3                       | 3                       | 3                       | 3                       |               |               |               |
| Secundaire aandrijving | Ketting                 | Ketting                 | Ketting                 | Ketting                 | Ketting                 | Ketting                 | Ketting                 | Ketting                 | Ketting                 |               |               |               |
| Rijwielgedeelte        | Open brugframe          | Open brugframe          | Open brugframe          | Open brugframe          | Open brugframe          | Open brugframe          | Open brugframe          | Open brugframe          | Open brugframe          |               |               |               |
| Voorvork               | Girder-type BSA         | Girder-type BSA         | Girder-type BSA         | Girder-type BSA         | Girder-type BSA         | Girder-type BSA         | Girder-type BSA         | Girder-type BSA         | Girder-type BSA         |               |               |               |
| Achtervork             | Star                    | Star                    | Star                    | Star                    | Star                    | Star                    | Star                    | Star                    | Star                    |               |               |               |
| Remmen                 | Dummy belt rim          | Dummy belt rim          | Dummy belt rim          | Dummy belt rim          | Dummy belt rim          | Dummy belt rim          | Trommelremmen           | Trommelremmen           | Trommelremmen           | Trommelremmen | Trommelremmen | Trommelremmen |

## Technische gegevens (2)
| BSA Model              | S28 De Luxe OHV         | S28 De Luxe SV          | S28 De Luxe SV Sports   | S29                     | S29 De Luxe             | S29 OHV                 | S29 OHV Dirt Track      | S29 OHV Speedway        | S29 Two Port OHV        |
| ---------------------- | ----------------------- | ----------------------- | ----------------------- | ----------------------- | ----------------------- | ----------------------- | ----------------------- | ----------------------- | ----------------------- |
| Periode                | 1928                    | 1928                    | 1928                    | 1929                    | 1929                    | 1929                    | 1929                    | 1929                    | 1929                    |
| Categorie              | Sport                   | Toer                    | Sport                   | Sport                   | Sport                   | Sport                   | Dirttrack               | Speedway                | Sport                   |
| Motortype              | OHV                     | SV                      | SV                      | SV                      | SV                      | OHV                     | OHV                     | OHV                     | OHV                     |
| Bouwwijze              | Sloper                  | Staande eencilinder     | Staande eencilinder     | Staande eencilinder     | Sloper                  | Staande eencilinder     | Staande eencilinder     | Staande eencilinder     | Sloper                  |
| Koeling                | Lucht                   | Lucht                   | Lucht                   | Lucht                   | Lucht                   | Lucht                   | Lucht                   | Lucht                   | Lucht                   |
| Boring                 | 80 mm                   | 80 mm                   | 80 mm                   | 80 mm                   | 80 mm                   | 80 mm                   | 80 mm                   | 80 mm                   | 80 mm                   |
| Slag                   | 98 mm                   | 98 mm                   | 98 mm                   | 98 mm                   | 98 mm                   | 98 mm                   | 98 mm                   | 98 mm                   | 98 mm                   |
| Cilinderinhoud         | 492,6 cc                | 492,6 cc                | 492,6 cc                | 492,6 cc                | 492,6 cc                | 492,6 cc                | 492,6 cc                | 492,6 cc                | 492,6 cc                |
| Carburateur(s)         | Amac                    | Amac                    | Amac                    | Amal                    | Amal                    | Amal                    | Amal                    | Amal                    | Amal                    |
| Smeersysteem           | Total loss              | Total loss              | Total loss              | Total loss              | Total loss              | Total loss              | Total loss              | Total loss              | Total loss              |
| Fiscaal vermogen       | 5 pk                    | 5 pk                    | 5 pk                    | 5 pk                    | 5 pk                    | 5 pk                    | 5 pk                    | 5 pk                    | 5 pk                    |
| Primaire aandrijving   | Ketting                 | Ketting                 | Ketting                 | Ketting                 | Ketting                 | Ketting                 | Ketting                 | Ketting                 | Ketting                 |
| Koppeling              | Meervoudige droge plaat | Meervoudige droge plaat | Meervoudige droge plaat | Meervoudige droge plaat | Meervoudige droge plaat | Meervoudige droge plaat | Meervoudige droge plaat | Meervoudige droge plaat | Meervoudige droge plaat |
| Versnellingen          | 3                       | 3                       | 3                       | 3                       | 3                       | 3                       | 3                       | 3                       | 3                       |
| Secundaire aandrijving | Ketting                 | Ketting                 | Ketting                 | Ketting                 | Ketting                 | Ketting                 | Ketting                 | Ketting                 | Ketting                 |
| Rijwielgedeelte        | Dubbel wiegframe        | Open brugframe          | Open brugframe          | Open brugframe          | Dubbel wiegframe        | Open brugframe          | Open brugframe          | Open brugframe          | Dubbel wiegframe        |
| Voorvork               | Girder-type BSA         | Girder-type BSA         | Girder-type BSA         | Girder-type BSA         | Girder-type BSA         | Girder-type BSA         | Girder-type BSA         | Girder-type BSA         | Girder-type BSA         |
| Achtervork             | Star                    | Star                    | Star                    | Star                    | Star                    | Star                    | Star                    | Star                    | Star                    |
| Remmen                 | Trommelremmen           | Trommelremmen           | Trommelremmen           | Trommelremmen           | Trommelremmen           | Trommelremmen           | Trommelremmen           | Trommelremmen           | Trommelremmen           |
| Tankinhoud             | 9 liter                 | 9 liter                 | 9 liter                 | 9 liter                 | 9 liter                 | 9 liter                 | 9 liter                 | 9 liter                 | 9 liter                 |

## Technische gegevens (3)
| BSA                    | S30-7                   | S30-9 De Luxe           | S30-12                  | S30-13 De Luxe          | S30-18 Light            | S30-19 Light            | S31-7                   | S31-9                   | S31-10 De Luxe          | S32-8 De Luxe           |
| ---------------------- | ----------------------- | ----------------------- | ----------------------- | ----------------------- | ----------------------- | ----------------------- | ----------------------- | ----------------------- | ----------------------- | ----------------------- |
| Periode                | 1930                    | 1930                    | 1930                    | 1930                    | 1930                    | 1930                    | 1931                    | 1931                    | 1931                    | 1932                    |
| Categorie              | Toer                    | Toer                    | Sport                   | Sport                   | Sport                   | Sport                   | Toer                    | Sport                   | Sport                   | Toer                    |
| Motortype              | SV                      | SV                      | OHV                     | OHV                     | SV                      | OHV                     | SV                      | OHV                     | OHV                     | OHV                     |
| Bouwwijze              | Sloper                  | Sloper                  | Sloper                  | Sloper                  | Staande eencilinder     | Staande eencilinder     | Sloper                  | Sloper                  | Sloper                  | Sloper                  |
| Koeling                | Lucht                   | Lucht                   | Lucht                   | Lucht                   | Lucht                   | Lucht                   | Lucht                   | Lucht                   | Lucht                   | Lucht                   |
| Boring                 | 80 mm                   | 80 mm                   | 80 mm                   | 80 mm                   | 80 mm                   | 80 mm                   | 80 mm                   | 80 mm                   | 80 mm                   | 80 mm                   |
| Slag                   | 98 mm                   | 98 mm                   | 98 mm                   | 98 mm                   | 98 mm                   | 98 mm                   | 98 mm                   | 98 mm                   | 98 mm                   | 98 mm                   |
| Cilinderinhoud         | 492,6 cc                | 492,6 cc                | 492,6 cc                | 492,6 cc                | 492,6 cc                | 492,6 cc                | 492,6 cc                | 492,6 cc                | 492,6 cc                | 492,6 cc                |
| Carburateur(s)         | Amal                    | Amal                    | Amal                    | Amal                    | Amal                    | Amal                    | Amal                    | Amal                    | Amal                    | Amal                    |
| Smeersysteem           | Total loss              | Total loss              | Total loss              | Total loss              | Total loss              | Total loss              | Total loss              | Total loss              | Total loss              | Total loss              |
| Fiscaal vermogen       | 5 pk                    | 5 pk                    | 5 pk                    | 5 pk                    | 5 pk                    | 5 pk                    | 5 pk                    | 5 pk                    | 5 pk                    | 5 pk                    |
| Primaire aandrijving   | Ketting                 | Ketting                 | Ketting                 | Ketting                 | Ketting                 | Ketting                 | Ketting                 | Ketting                 | Ketting                 | Ketting                 |
| Koppeling              | Meervoudige droge plaat | Meervoudige droge plaat | Meervoudige droge plaat | Meervoudige droge plaat | Meervoudige droge plaat | Meervoudige droge plaat | Meervoudige droge plaat | Meervoudige droge plaat | Meervoudige droge plaat | Meervoudige droge plaat |
| Versnellingen          | 3                       | 3                       | 3                       | 3                       | 3                       | 3                       | 3                       | 3                       | 3                       | 4                       |
| Secundaire aandrijving | Ketting                 | Ketting                 | Ketting                 | Ketting                 | Ketting                 | Ketting                 | Ketting                 | Ketting                 | Ketting                 | Ketting                 |
| Rijwielgedeelte        | Dubbel wiegframe        | Dubbel wiegframe        | Dubbel wiegframe        | Dubbel wiegframe        | Open brugframe          | Open brugframe          | Dubbel wiegframe        | Dubbel wiegframe        | Dubbel wiegframe        | Dubbel wiegframe        |
| Voorvork               | Girder-type BSA         | Girder-type BSA         | Girder-type BSA         | Girder-type BSA         | Girder-type BSA         | Girder-type BSA         | Girder-type BSA         | Girder-type BSA         | Girder-type BSA         | Girder-type BSA         |
| Achtervork             | Star                    | Star                    | Star                    | Star                    | Star                    | Star                    | Star                    | Star                    | Star                    | Star                    |
| Remmen                 | Trommelremmen           | Trommelremmen           | Trommelremmen           | Trommelremmen           | Trommelremmen           | Trommelremmen           | Trommelremmen           | Trommelremmen           | Trommelremmen           | Trommelremmen           |